# Pave Sylverius
Sylverius (død 2. december 537) var pave fra 8. juni 536 til han forlod posten i 537 få måneder inden sin død. Han var den legitime søn af Pave Hormisdas, og blev født inden faderen blev præst.